# Telostylinus gressitti
Telostylinus gressitti är en tvåvingeart som beskrevs av Aczel 1959. Telostylinus gressitti ingår i släktet Telostylinus och familjen Neriidae. Inga underarter finns listade i Catalogue of Life.